# Giovanni Battista Salvago
Giovanni Battista Salvago (Genova, 1560 – Sarzana, 24 gennaio 1632) è stato un vescovo cattolico italiano, vescovo di Luni-Sarzana dal 1590 al 1632.

## Biografia
Nato a Genova nel 1560, come si apprende dal documento del processus concistorialis tenutosi per la sua nomina episcopale, studiò in utroque iure all'Università di Bologna per poi entrare nell'amministrazione pontificia, fino a divenire referendario apostolico per Rimini nel 1588.
Due anni dopo venne nominato vescovo di Luni-Sarzana da papa Sisto V succedendo a Giovanni Battista Bracelli. Per prima cosa volle rendersi conto della realtà della diocesi, compiendo ben quattro visite nei suoi territori (di cui restano cinque volumi manoscritti di relazioni nell'archivio diocesano), in seguito alle quali celebrò quattro sinodi diocesani nel 1591, 1595, 1616 e 1623 per disciplinare la vita del clero e migliorare la pratica religiosa. Il primo, settimo nella storia della diocesi, fu il più importante, mentre i seguenti rappresentarono aggiustamenti e correzioni minori delle decisioni già prese: gli atti di questi furono tutti stampati a Lucca.
Il 5 maggio 1599 eseguì la ricognizione delle spoglie del vescovo lunense San Ceccardo, martirizzato nell'860 dai Vichinghi, giacché si trovava a Carrara in visita pastorale e stabilì che il santo divenisse patrono principale della città, oltreché del Marchesato, e che venisse festeggiato il 16 giugno.
Animato da fervore tridentino si impegnò per erigere un seminario diocesano, che a Sarzana ancora mancava, pur essendo già da anni passato il Concilio. Molteplici furono gli impedimenti, soprattutto di natura politica e solo nel 1605 mons. Salvago poté scrivere al Papa: Seminarium clericorum in hanc civitate ... erectum demum Deo favente; tre anni dopo al cardinale Borghese aggiungeva che il Seminario è in piedi e va camminando con ogni prosperità.
Venne mandato in missione come nunzio apostolico a Graz e a Praga negli anni precedenti la Guerra dei Trent'anni, ma si mantenne in contatto costante con il capitolo della cattedrale, come testimoniano le molteplici lettere conservate.
Morì a Sarzana nel 1632 e fu sepolto nella cappella di San Carlo Borromeo nella chiesa dei Cappuccini.

## Successione apostolica
La successione apostolica è:
- Vescovo Franjo Ergelski Hasanović (1607)